# Первый Всесоюзный тюркологический съезд
Первый Всесоюзный тюркологический съезд (азерб. Birinci Türkoloji Qurultay) — первый тюркологический съезд, проходивший с 26 февраля по 5 марта 1926 года в столице Азербайджанской ССР, в городе Баку.
В августе 1925 года СНК ССР было принято решение о созыве Всесоюзного Тюркологического съезда. Впервые вопрос о съезде был поднят и внесён в правительство СССР Азербайджаном годом ранее. Необходимость разрешения перехода азербайджанской письменности на латиницу была поднята на 1-м Азербайджанском Краеведческом съезде и Академией Наук СССР и Всесоюзной Ассоциацией Востоковедения за полгода до принятия решения СНК СССР о созыве Тюркологического съезда.

## История
Решением СНК СССР была образована Организационная комиссия по подготовке к созыву съезда. В нее вошли: С. Агамалы-оглы (председатель), М. Павлович (Вельтман), Г. Джабиев, В.В. Бартольд, А. Самойлович, Дж. Коркмасов, Г. Бройдо, Н. Тюрякулов, А. Зифельд-Симумяги, А. Фитрат, Б. Чобан-заде, Н. Ашмарин, А. Одабаш, З. Навширванов, А. Байтурсынов, А. Юсиф-заде, Касым Тыныстанов.
Организационная комиссия издавала «Вестник», со страниц которого оповещала о всех работах по подготовке Всесоюзного Тюркологического съезда.
Из тюркоязычных республик СССР и иных областей СССР на съезд приехал 131 делегат с решающим голосом. Кроме того, на съезде участвовало 600 делегатов научно-общественных организаций тюркоязычных республик и иных областей СССР, в том числе представители Академии наук СССР, Ассоциации востоковедения, Московского института востоковедения, Казанского университета, Бакинского государственного университета, Ташкентского университета, Ленинградского университета.

В работе съезда приняли участие учёные-востоковеды из СССР, а также из-за рубежа. С докладами выступали Василий Бартольд, Илья Бороздин, Бекир Чобан-заде, Мехмет Фуат Кёпрюлю-заде, Николай Поппе, Александр Самойлович, Сергей Ольденбург, Лев Щерба и другие. Резолюцию съезда представил его сопредседатель Дж. Коркмасов.

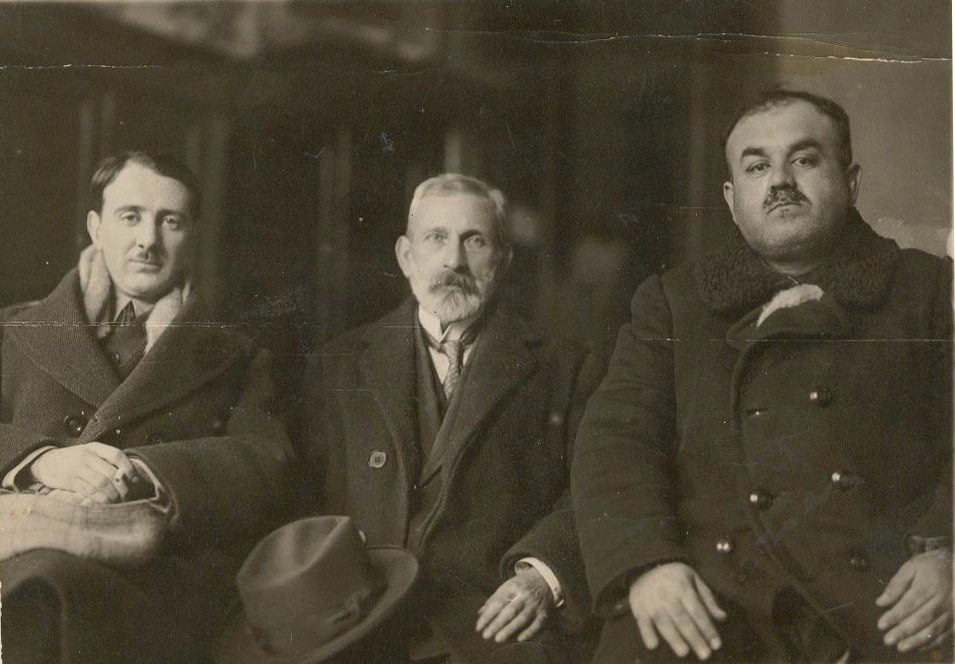
Мехмет Фуат Кёпрюлю-3аде, Али-бек Гусейнзаде и Салман Мумтаз на Первом тюркологическом съезде

Кроме них в работе съезда принимали участие такие зарубежные учёные, как делегаты из Турции Сами Руфет, Неджиб Асим, Фуад Раиф, Бурсалы Мехмед Тахир-бей, Ферид Хуршуд, Шемседдин бей, Этхем бей, делегаты из Германии Теодор Менцель, Мут Гартман, Гизе, Пауль Витек, Вальтер Радебольд, Вилли Банг Кауп, Георг Якоб, Г. Штумме, делегаты из Венгрии Дьюла Месарош, Игнац Кунош, Дьюла Немет, Бернат Мункачи, М. Гортен, делегаты из Ирана Меджид Солтанэ, Ибрагим Шабистари, делегат из Франции Ж. Дени, делегат из Италии Л. Бонелли, делегат из Финляндии Сэтэлэ, делегат из Швеции Свен Гедин.
На съезде было заслушано 40 докладов по вопросам истории, этнографии, искусства тюркских народов, тюркских языков.
На повестке съезда стояли вопросы путей развития культуры тюркских народов, письменности на основе латинской графики.
По итогам съезда было решено перевести письменность тюркских народов СССР с арабской на латинскую графику.
Первый Всесоюзный тюркологический съезд сыграл большую роль в истории развития тюркологии в Советском Союзе.
Уже с 1928 года наметилось сворачивание политики коренизации, а в конце 1930-х во время Большого террора многие участники съезда были обвинены в пантюркизме, национализме, контрреволюционной деятельности, подверглись репрессиям и погибли. Среди них были Александр Самойлович, Джелал Коркмасов, Бекир Чобан-заде, Осман Акчокраклы, Ахмет Байтурсынов, Салман Мумтаз, Рухулла Ахундов, Исидор Барахов, Ханафи Зейналлы, Хикмет Джевдет-заде, Касым Тыныстанов и многие другие.

## Материалы конгресса
В феврале 1926 года во дворце Исмаилия в Баку начал свою работу Первый тюркологический съезд. В Конгрессе принял участие 131 делегат, в том числе 20 представителей международного научного сообщества, всего было проведено 17 сессий. Было представлено тридцать восемь презентаций по языку, истории, этногенезу, этнографии, литературе и культуре тюрков и всего тюркского мира. На съезде председательствовал Председатель ЦИК Азербайджанской ССР Самед Ага Агамалы, а в президиум съезда были избраны: Самед Ага Агамалы, Рухулла Ахундов, Хабиб Джабиев, известный востоковед-историк, академик Василий Бартольд, академик Сергей Ольденбург, представитель европейских ученых профессор Ф.Ф. Менсель, Наковицин из Наркомата просвещения РСФСР, профессор Бекир Чобанзаде, профессор Александр Самойлович Мартынов, Ахмет Байтурсынов из Казахстана, Исидор Барахов из Якутии, Бороздин и Павлович из Ассоциации востоковедения, Галимджан Ибрагимов из Татарстана, Иделькузин из Башкортостана, Мехмет Фуат Кёпрюлю из Турции, Джалаледдин Горхмазов из Дагестана, Шакирджан Рахим из Узбекистана, Тунстанов из Каракалпакстана, Бердыев из Туркменистана, Осман Нури Акчокраклы из Крыма и Алиев Умар из Северного Кавказа. Кроме того, почетными членами президиума Конгресса были выбраны представители Азербайджана и других республик, такие как Али-бек Гусейнзаде, Банг, Мустафа Гулиев, академик Николай Марр, Анатолий Луначарский и Томсен.
На съезде с поздравительной речью, приветствуя участников съезда, выступил Председатель ЦИК СССР Газанфар Мусабеков. В рамках Конгресса также прошли мероприятия в честь известных тюркологов Радлова и Исмаила Гаспринского. Участие выдающихся тюркологов и востоковедов, таких как Бартольд, Кёпрюлю, А. Гусейнзаде, Крымский, Поппе и Ашмарин, подчеркнуло его значительную важность и престиж.

### Лекции
В ходе Конгресса было сделано множество научных докладов, некоторые из которых заслуживают особого внимания. Среди заметных докладов были работы В.В.Бартольда «Современное состояние истории и задачи изучения тюркских народов», С.Ф.Ольденбурка «Методы этнографических исследований у тюркских народов», А.А.Мюллера «Об искусстве описательных изображений у тюркских народов», Ф.Копрулузаде». «Развитие литературных языков у тюркских народов», А.Н.Самойлович «Современное состояние и будущие задачи изучения тюркских языков», Б.Чобанзаде «О тесном родстве тюркских диалектов», Х.Зейналлы «О научной терминологической системе в тюркских языках». «Современное состояние и перспективы изучения древнетюркских языков» С.Ю.Малова, «Орфография в тюркских языках» Ферхада Агазаде, «Проблемы становления алфавитной системы, связанные с социальными и культурными условиями тюркских народов» Н.Ф.Яковлева, «Проблемы формирования алфавитной системы, связанные с социальными и культурными условиями тюркских народов», Ч.Меммедзаде. «Об алфавитных системах тюркских народов», Кеманова «Основы методики преподавания тюркских языков», Н.Н.Поппе «Историческое и современное состояние вопроса о взаимном родстве тюркских языков с алтайскими языками», Х.Шерфа «Вопросы «Применение арабской и латинской письменности для тюрко-татарских народов», Т. Мензеля «Итоги и перспективы изучения балканской тюркской литературы» и многие другие. Эти презентации добавили глубины и насыщенности работе Конгресса.
Особого внимания на съезде заслуживала теоретическая перспектива доклада замечательного ученого-фонетика Лев Щербы «Основные начала орфографии и их социальное значение». Интересно, что выступление армянского лингвиста Р.Ю.Ачаряна на тему «Взаимное влияние тюркского и армянского языков» было сосредоточено на объяснении влияния тюркского языка на армянский язык на протяжении всей истории на всех языковых уровнях. Основное внимание в презентации было уделено переходу от древнеармянского (Грабар) к новоармянскому (Ашгарабар) и идее о том, что языковым стимулом для этого перехода является турецкий язык. Стоит отметить, что данная презентация при своей объективности служит сильным научным аргументом против распространенной в наше время вредоносной армянской шовинистической националистической идеологии.
Глава шестичленной делегации Татарстана, участвовавшей в Первом Бакинском тюркологическом конгрессе, Г.Ибрагимов выразил несогласие с переходом на новый алфавит на основе арабской графики. Несмотря на свои возражения, он выдвинул идею о том, что «по этому вопросу не должно быть конфликта», и представил на съезде доклад по этому вопросу. Однако на самом деле в ходе съезда Г.Ибрагимов затронул вопрос орфографии и представил предложения на этот счет. Его выступление состояло из трех частей. Первая часть посвящена критическому анализу старых орфографий, существовавших до второй половины XIX века, а также анализу уйгурской, орхонской и старой арабской письменности. Во второй части описаны реформы арабского алфавита и, наконец, намечены движения по реформированию орфографии тюркских народов.
В целом автор Г. Ибрагимов выделил особенности тюркских языков, которые следует учитывать для правильного развития тюркской орфографии, представив свои наблюдения вниманию делегатов съезда. Однако в его речах и предложениях не было никаких признаков противодействия латинизации.
В ходе съезда С.Мюмтаз вручил участникам в подарок свою новую книгу «Насими». Среди присутствующих был татарский литератор Азиз Губайдуллин, который в своем выступлении на съезде сообщил, что Салман Мюмтаз публикует произведения азербайджанских поэтов в газете "Коммунист". Губайдуллин выразил признательность за написанные Салман Мюмтазом биографические сведения о поэтах, посчитав их «самыми ценными биографическими сведениями» и перед каждой публикацией подчёркивая их значимость.

### Решения, принятые на съезде

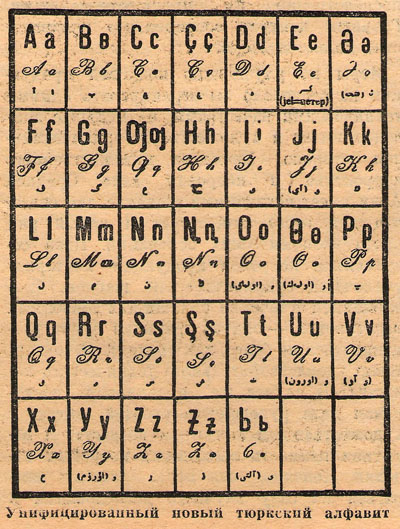
Первый общий тюркский алфавит с адаптированной латиницей

На Первом Бакинском тюркологическом конгрессе были обсуждены следующие семь основных вопросов, связанных с тюркскими языками, и приняты соответствующие решения, представленные сопредседателем оргкомитета Джалаледдином Корхмазовым:
1. Проблема с алфавитом;
2. Орфографо-орфографическая проблема;
3. Вопрос терминологии;
4. Учебно-методический вопрос;
5. Проблемы взаимосвязи и интерференции родственных и соседних языков;
6. Литературно-языковые проблемы тюркских языков, в том числе вопрос единого литературного языка;
7. Теория большого языка и исторические проблемы тюркских языков.

Для принятия этих решений использовались несколько принципов. Таким образом, несмотря на предпочтение, отдаваемое фонетическому принципу в орфографическом вопросе, учитывались также вопросы морфологического и историко-традиционного принципов. При выборе термина предпочтение отдавалось внутренним возможностям турецкого языка и международным словам в качестве основного источника. В учебно-методических вопросах, помимо европейских стандартов преподавания родного языка, отмечалось также значение национальной традиции. В ходе дискуссий по изучению родственных и соседних языков научными методами была подчеркнута важность позиций алтаистов и компаративистов.
На Первом тюркологическом съезде также обсуждались нормы и стилистические особенности тюркских литературных языков, а также вопрос о прародине тюркских народов. Представители Конгресса также приняли участие в праздновании 500-летия выдающегося узбекского поэта Али-Шира Наваи. Хотя съезд решил, что Второй тюркологический съезд состоится в 1927 году в городе Самарканде, это решение не было реализовано по известным причинам.
Среди решений, принятых Конгрессом, особенно значимое место занимали такие вопросы, как единый алфавит, единый литературный язык и единая терминология.

## Итог
В 1923 году, несмотря на принятие Нового турецкого алфавита в качестве государственного алфавита в Азербайджане, только после этого съезда состоялся официальный переход на единый латинский алфавит. До этого на всей территории республики широко использовалась арабская письменность. На основании решений съезда 1 января 1929 г. советское правительство официально запретило использование арабского алфавита. Также была проведена масштабная кампания по сожжению книг с целью стереть из памяти этот сценарий.
По решению съезда в других тюркских республиках, вошедших в Советский Союз, арабский алфавит был заменен латиницей. В некоторых тюркских республиках этот переход произошел раньше. Например, 3 июля 1927 года партийная организация Республики Татарстан официально объявила о переходе на «Новый алфавит» (тат. Jaŋalif).  Через пять лет после перехода Азербайджанской ССР на латиницу этот алфавит приняла и Турецкая Республика.
В результате решения Конгресса, на всех территориях тюркских республик с 1929 по 1939 годы использовалась латиница. Однако в конце 1930-х годов руководство Советского Союза инициировало усилия по замене латиницы. В 1939 году было принято решение об использовании кириллицы в национальных республиках СССР. По официальному объяснению, переход с латиницы на кириллицу был «прикрыт общим желанием трудящихся».

### Судьба участников конгресса
В конце 1930-х годов многие участники съезда были обвинены в пантюркизме, национализме и контрреволюционной деятельности, подвергнуты репрессиям, а некоторые были убиты. Среди них были такие личности, как Рухулла Ахундов, Александр Самойлович, Джелал ад-Дин Коркмасов, Бекир Чобанзаде, Осман Акчокраклы, Ахмед Байтурсунов, Салман Мумтаз, Исидор Барахов, Хенефи Зейналлы, Хикмет Джевдет-заде и другие. В целом более 100 участников Конгресса подверглись различным формам репрессий.

## Память
Сразу после съезда в Азербайджане был снят документальный фильм об этом историческом событии. В 1926 году вышел фильм «Первый тюркологический съезд». В нем впервые в мире рассказывается о первом тюркологическом съезде, проведенном в Азербайджане. В фильме принимают участие Самед Агамалы оглу, Гафар Мусабеков, Али-бек Гусейнзаде и Гусейн Джавид. В фильме освещаются ходы работы Тюркологического съезда, принятие тюркскими народами нового латинского алфавита, а также единогласные решения, принятые съездом по вопросам, связанным с литературой и языком тюркских народов.
28 апреля 1976 года в Институте языка и литературы имени Махтумкули Академии наук Туркменистана состоялась Вторая республиканская конференция молодых филологов на тему «Актуальные проблемы туркменской филологии», посвященная 50-летию Первого тюркологического съезда.
Правовой статус Первого тюркологического съезда в Баку приобрел общенациональное значение в Азербайджане во второй раз в XX веке после восстановления его государственной независимости. 5 ноября 2005 года Президент Азербайджанской Республики Ильхам Алиев подписал указ о праздновании 80-летия этого знаменательного исторического события, произошедшего после восстановления государственной независимости страны. В соответствии с этим указом в 2006 году в Баку прошла международная конференция, посвящённая 80-летию Первого тюркологического съезда.
Спустя 90 лет в Азербайджане состоялось празднование 90-летия Первого тюркологического съезда на государственном уровне. Президент Азербайджанской Республики Ильхам Алиев 18 февраля 2016 года подписал указ об обеспечении празднования 90-летия Конгресса на государственном уровне. В указе подчеркивалось, что к концу XX века, с восстановлением государственной независимости Азербайджана, официальный статус азербайджанского языка как государственного прочно утвердился, создав благоприятную почву для успешной реализации ранее выдвинутых решений и рекомендаций. Тюркологическим конгрессом в современных условиях. В указе особое внимание уделяется формулированию новых концепций в исследованиях тюркологии, признанию Азербайджана одним из влиятельных центров тюркологических исследований в мировом масштабе, созданию теоретической и научной основы культурного и духовного единства тюркских народов. Достигнутые достижения также символизируют уважение к памяти выдающихся тюркологов, ставших невинными жертвами репрессий вскоре после съезда, и подчеркивают успех организационной работы съезда за короткий период.
В соответствии с задачами, вытекающими из указа, подготовлен план мероприятий по празднованию юбилея Национальной академии наук Азербайджана. 3 марта 2016 года состоялось совместное заседание отделений гуманитарных и социальных наук под председательством первого вице-президента Национальной академии наук Азербайджана, академика Исы Габиббейли. В ходе встречи были даны поручения профильным институтам и организациям относительно надлежащего празднования 90-летия Тюркологического конгресса, а также проведено обсуждение планируемых мероприятий в этом направлении.
14 и 15 ноября 2016 года в Баку была организована международная конференция, посвящённая 90-летию Первого тюркологического съезда. До этого в институтах и организациях Национальной академии наук Азербайджана, Бакинского государственного университета, Музея независимости Азербайджана, и в Турции были проведены различные мероприятия, посвящённые 90-летию этого знаменательного исторического события.

## Галерея

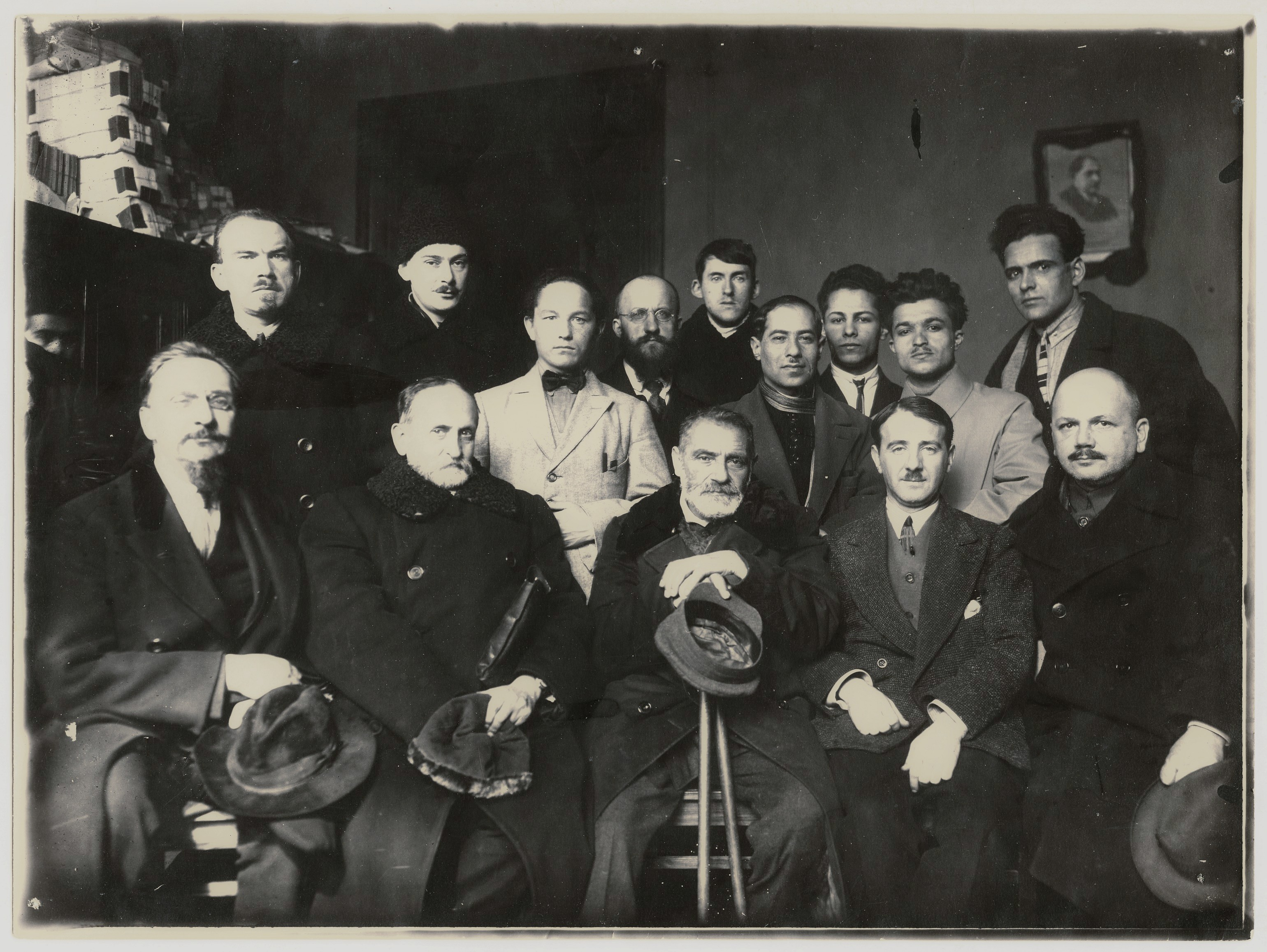
Участники съезда